# Język wietnamski

Schemat tonów w języku wietnamskim

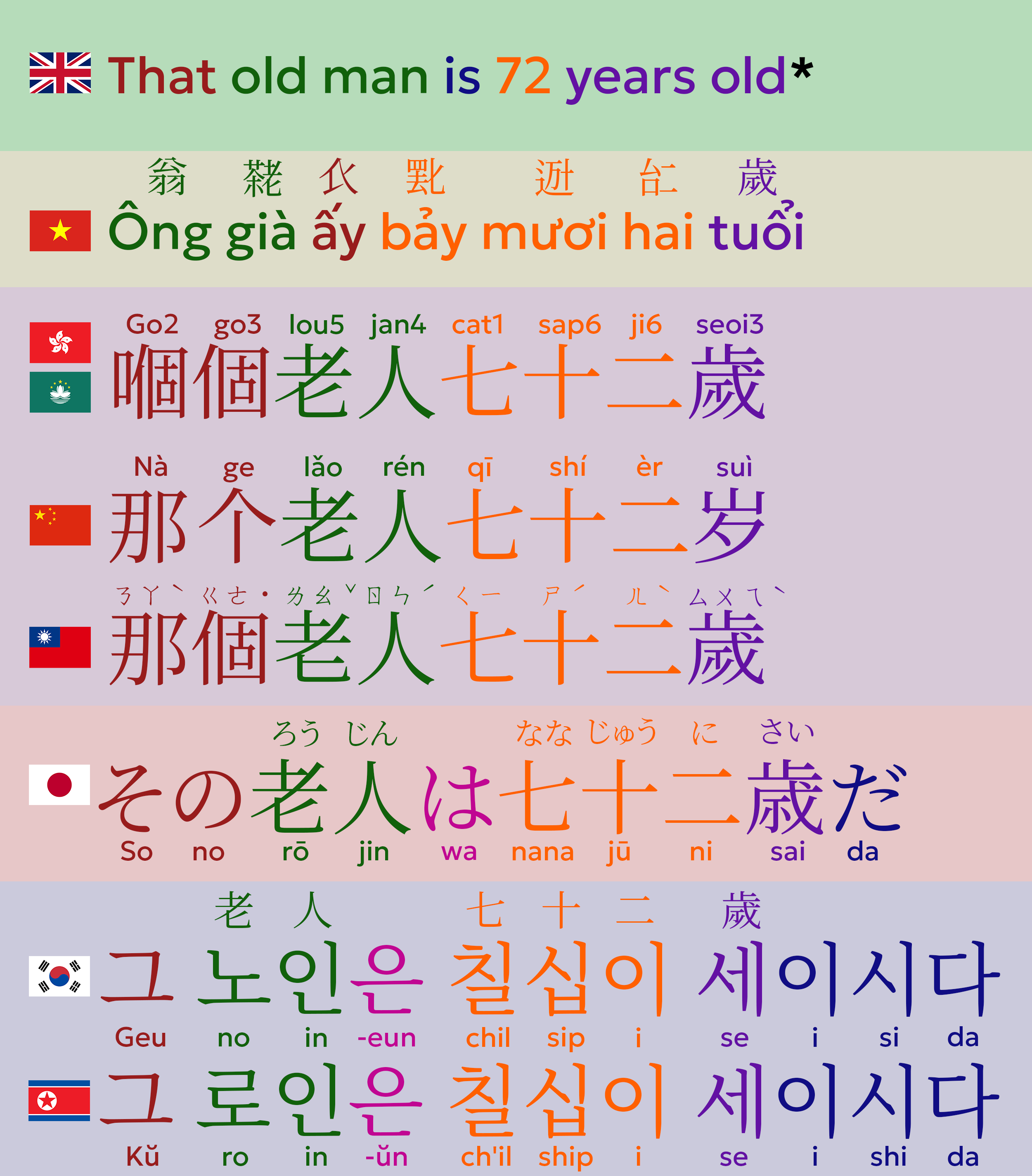
Porównanie języka wietnamskiego, chińskiego, japońskiego i koreańskiego

Język wietnamski (wiet. tiếng Việt, tiếng Việt Nam lub Việt ngữ) – narodowy i oficjalny język Wietnamu. Jest językiem ojczystym Wietnamczyków (người Việt), stanowiących ok. 87% populacji tego kraju, oraz ok. dwóch milionów wietnamskich emigrantów. Jako drugi język używany jest przez mniejszości narodowe Wietnamu.
Język wietnamski zawiera wiele zapożyczeń z chińskiego i pierwotnie zapisywany był za pomocą znaków chińskich. Z punktu widzenia klasyfikacji genetycznej jest jednak przedstawicielem rodziny języków austroazjatyckich, podczas gdy chiński należy do rodziny sinotybetańskiej. Wietnamski ma największą liczbę użytkowników spośród języków austroazjatyckich. Podobnie jak chiński, jest językiem tonalnym, izolującym i analitycznym.

## Dialekty
Istnieją trzy główne dialekty języka wietnamskiego: północny (Hanoi), centralny (dawna stolica cesarska Huế) oraz południowy (Ho Chi Minh, dawniej Sajgon). Użytkownicy dialektów bez trudu rozumieją się wzajemnie. Różnice między nimi dotyczą zwłaszcza wymowy, w niektórych przypadkach występują także różnice w słownictwie. Praktycznie nie ma różnic w gramatyce i ortografii. Język standardowy oparty jest na dialektach północnych.

## Gramatyka
Wietnamski jest językiem izolującym, o szyku zdania SVO (podmiot-orzeczenie-dopełnienie).

## Słownictwo
Poza wielką liczbą dawnych zapożyczeń chińskich, język wietnamski przejął w okresie kolonialnym pewną liczbę wyrazów z języka francuskiego. Ich zapis jest fonetyczny, dostosowany do zasad ortografii wietnamskiej:
- sơ-mi – chemise
- cà vạt – cravate
- măng tô – manteau
- bành tô – paletot
- sô cô la – chocolat
- bích quy – biscuit
- bia – bière
- an-ten – antenne
- đầm – dâme
- cà phê – café
- pho mát – fromage
- xi nê – cinéma
- ban công – balcon
- các đăng – cardan
- ô tô – auto
- ghi đông – guidon
- bu lông – boulon
- búp-bê – poupée
- xà bông – savon
- áp phích – affiche
- gá – gare

## Alfabet wietnamski
Obecnie język wietnamski zapisywany jest za pomocą alfabetu łacińskiego, z dużą liczbą znaków diakrytycznych. Ze względu na to, że jest to język tonalny, przy każdej literze oznaczającej samogłoskę może dodatkowo wystąpić jeden z pięciu znaków tonalnych.